# Synagogue Rachi de Troyes
La synagogue Rachi est un lieu de culte juif situé 5, rue Brunneval à Troyes. Elle tient son nom du rabbin et exégète biblique Rachi, né et mort à Troyes. Les offices sont célébrés selon le courant orthodoxe et le rite séfarade. La synagogue est membre du Consistoire central israélite de France. Elle comporte un musée, la Maison Rachi, un centre culturel, une bibliothèque. L'Institut Universitaire Européen Rachi, situé en face de la synagogue, est un lieu d’études et d'enseignement laïc, consacré aux études juives et sémitiques et à la recherche sur les monothéismes. Il est indépendant de la synagogue.

## Histoire

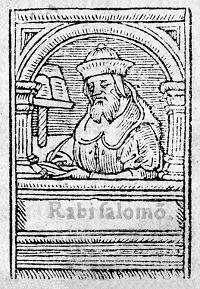
Le rabbin Rachi de Troyes

Le judaïsme arrive à Troyes au XIe siècle, avec les foires de Champagne. La population juive réside dans le « quartier de la Brosse aux juifs », à l'angle des rues Boucherat et de Montier la Celle. Le cimetière juif médiéval est alors situé à l'extérieur des remparts, face à l'actuelle médiathèque de Troyes.  
Le rabbin Salomon Ben Isaac, dit Rachi, naît vers 1040 à Troyes, alors dans le comté de Champagne. Il étudie le Talmud à l'école talmudique (yeshivah) de Worms, alors ville libre du Saint-Empire romain germanique. De retour à Troyes, il y fonde une école talmudique, développe une Exégèse juive de la Bible et du Talmud et acquiert une grande réputation dans les communautés juives de l'époque. Il meurt le 13 juillet 1105 à Troyes.  
En 1285, la Champagne est annexée par le roi de France Philippe IV le Bel, et les persécutions commencent. En 1288, treize juifs de Troyes, faussement accusés de crime rituel, sont brûlés sur un bûcher. Est rédigée en leur mémoire la Complainte de Troyes. La population juive est chassée de Troyes. L'église Saint-Frobert, au bout de l'actuelle rue Saint-Frobert est bâtie à l'emplacement de la synagogue su quartier juif. En 1772, elle devient une manufacture. Elle est à présent divisée en appartements. L'église Saint-Pantaléon de Troyes, rue de la synagogue, est construite sur une autre synagogue.  
Après la guerre franco-allemande de 1870 et l'annexion par l'Allemagne de l'Alsace-Lorraine, une communauté de juifs ashkénaze s'installe à Troyes.  
Après la Seconde Guerre mondiale, la communauté juive n'a pas de synagogue. En juillet 1951, le rabbin Abba Samoun arrive à Troyes pour développer la communauté. En 1960, le diocèse de Troyes vend la maison presbytérale de l'église de la Madeleine de Troyes, au 5 rue Brunneval, qui devient la nouvelle synagogue. En 1966 y sont joints les numéros 7 et 9 de la rue Brunneval. La salle de prière est étendue en 1986.  
En 1989 ouvre l'Institut universitaire européen Rachi, établissement d’enseignement supérieur de recherches hébraïques ouvert à tous, partenaire de l'université de Reims-Champagne-Ardenne. Il est inauguré par l'écrivain Elie Wiesel et le grand-rabbin Samuel Sirat. Y sont enseignées l'histoire et la philosophie hébraïque, ainsi que les langues arabe littéral et hébreu moderne. En 1990 est inauguré en face du théâtre de Champagne le mémorial Rachi, une sphère noire et blanche réalisée par le sculpteur Raymond Moretti.  
En 2011 commencent des travaux de restauration. L'inauguration a lieu le 4 septembre 2016, en présence de Haim Korsia, Grand-rabbin de France. Un musée, la Maison de Rachi, reconstitue la salle d'étude du rabbin,,. 
En juin 2019, a lieu un congrès mondial sur les femmes dans le judaïsme, sous le titre de « Les femmes de Rachi ». Les rabbins françaises Delphine Horvilleur, Pauline Bebe et Floriane Chinsky sont présentes,,. 

## Description

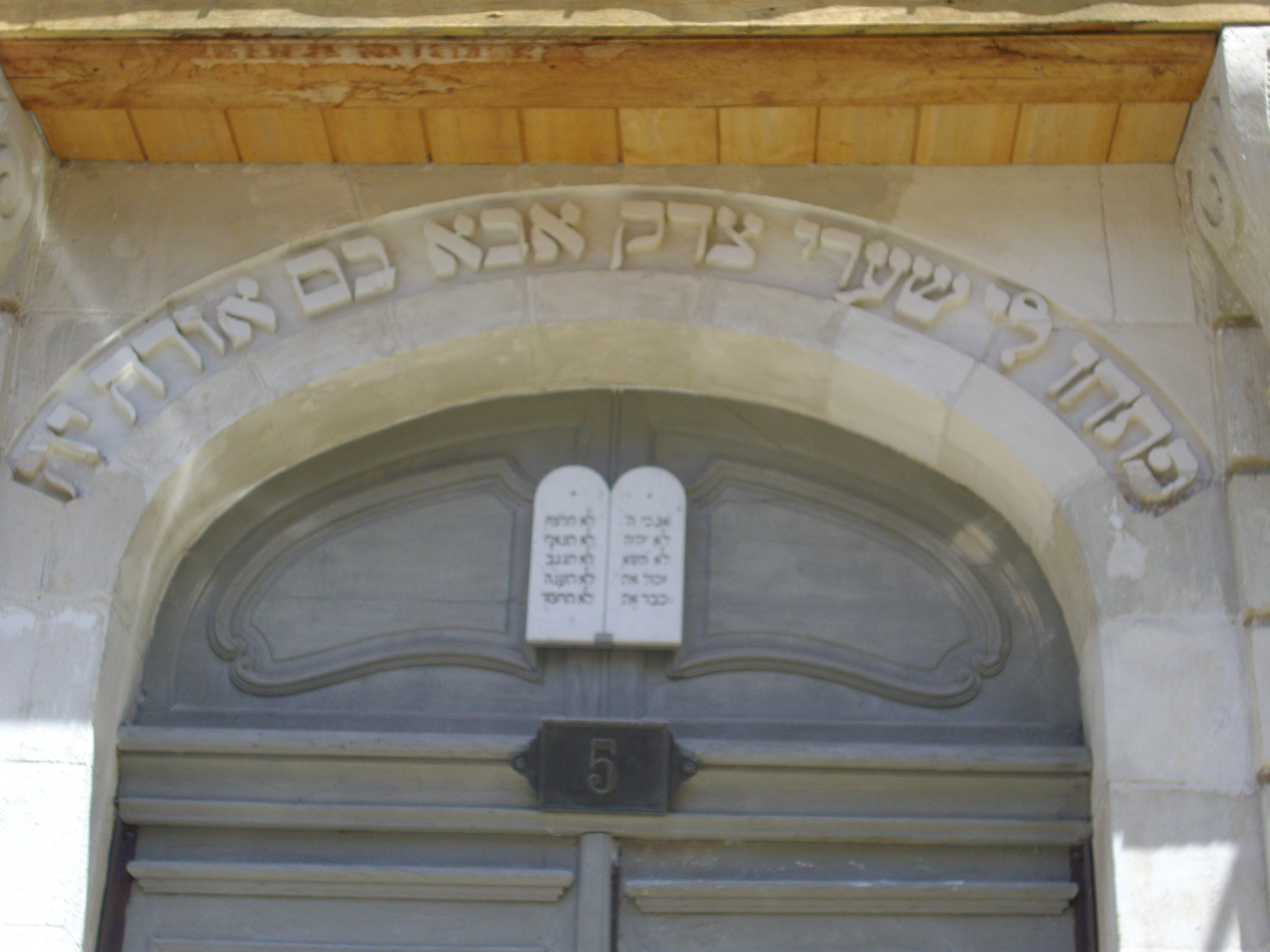
Imposte et verset.

Les locaux actuels ont été construits à l'emplacement d'une ancienne abbaye du XVIe siècle. Le bâtiment est de style Renaissance et est restauré au XXe siècle. Elle est composée d'une maison à colombages avec encorbellement du XVIe siècle et une autre maison datant elle du XVIIIe siècle.
L'imposte de la porte d'entrée affiche une représentation des Tables de la Loi. Sur l'arc en pierre est sculptée une citation en hébreu extraite du psaume 118 de la Bible, au verset 19 : « פִּתְחוּ-לִי שַׁעֲרֵי-צֶדֶק; אָבֹא-בָם, אוֹדֶה יָהּ », dont la traduction en français est « Ouvrez-moi les portes de la justice : J’entrerai, je louerai l’Éternel. ». Le psaume 118 est le dernier dans la série du Hallel, (en hébreu : הלל « Louange [à Dieu] »). Il est lu en entier lors de la plupart des fêtes juives d’origine biblique ainsi qu’aux jours de louange.